# Stingray Djazz

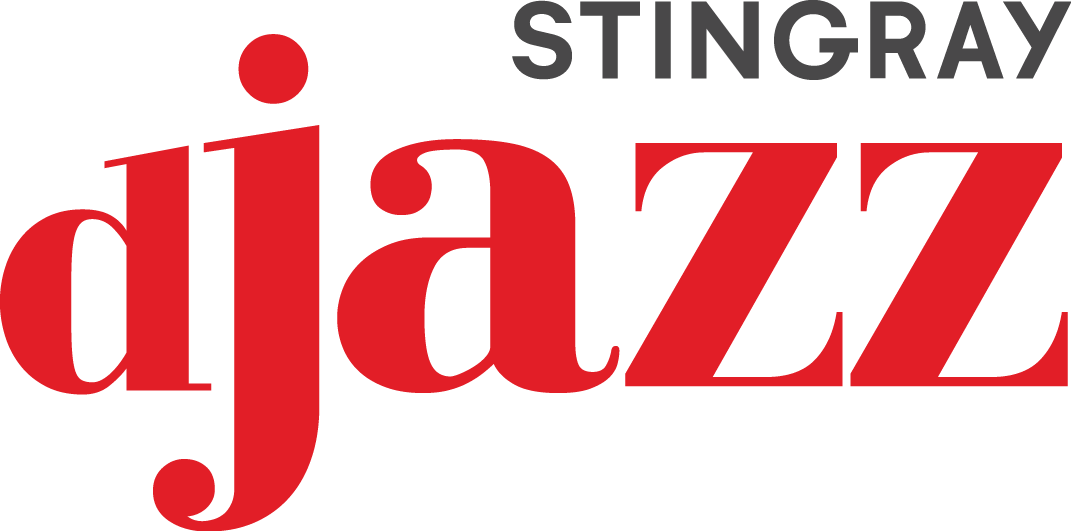

Djazz.TV ist ein seit 2012 bestehender niederländischer Sender, der thematisch der Jazzmusik gewidmet ist und über Satellit ausgestrahlt wird.
Der Sender Djazz.TV, der  Teil des Brava-Konzerns ist, wurde von Rob Overman und Robert Rutten gegründet und hat sein Hauptquartier in Naarden; weitere Büros für Programmgestaltung und Technik befinden sich in Almere und Steenwijk. Er wird seit 2012 ausgestrahlt und zeigt in seinem Programm Mitschnitte von Livekonzerten, Jamsessions und Dokumentationen über die amerikanische und europäische Jazzszene. Neben dem Jazz widmet sich der Sender auch verwandten Musikgenres wie dem Soul, Gospel, Blues und Weltmusik wie Reggae, Tango und der brasilianischen Musik. Der Kanal wird verschlüsselt über die französische Pay-TV-Plattform Canal Sat France in Full-HD sowie Dolby Digital-Ton ausgestrahlt.